# پالایشگاه نفت هرمز

نمایی از یک پالایشگاه

پالایشگاه نفت خام فوق سنگین هرمز با ظرفیت ۳۰۰ هزار بشکه در روز و با ۴ میلیارد دلار سرمایه گذاری در کنار پالایشگاه بندرعباس ساخته می‌شود. عملیات اجرایی این طرح در سال ۱۳۸۵ آغاز شده و انتظار می‌رود این طرح در سال ۱۳۹۱ به بهره برداری برسد.
پالایشگاه هرمز با ۵ درصد پیشرفت فیزیکی با خوراک نفت خام فوق سنگین با سرمایه گذاری مشترک شرکت اسار حکمت از ایران، شرکت ملی پالایش و پخش فرآورده‌های نفتی ایران و شرکت کی.بی.سی انگلیس اجرایی شده و با ساخت آن روزانه ۱۵ میلیون لیتر بنزین و ۲۶٫۶ میلیون لیتر گازوئیل به ظرفیت تولید فراورده کشور اضافه می‌شود.